# Hesperoyucca whipplei
Espèce
Hesperoyucca whipplei est une espèce de plante à fleurs étroitement liée à, et anciennement habituellement incluse dans le genre Yucca de la famille des Asparagaceae. Elle est originaire du sud-ouest d'Amérique du Nord, du sud de la Californie et de la Baja California, où on la trouve principalement dans les chaparrals et les forêts de chêne à des altitudes comprises entre 300 et 2 500 m.

## Description
Il produit une rosette de longues feuilles rigides qui se terminent en une pointe acérée. Les feuilles font de 20 à 90 cm (rarement 125 cm) de long et de 0,7 à 2 cm de large, de couleur gris-vert. Les bords des feuilles sont finement dentelés.
L'inflorescence unique se développe très rapidement au sommet d'une hampe qui atteint de 0,9 à 3 m de haut, portant des centaines de boules elliptiques de couleur blanche à violacée mesurant 3 cm de diamètre groupées en une panicule très ramifiée pouvant atteindre 70 cm de diamètre, occupant la moitié supérieure de la hampe. Le fruit est une capsule sèche ailée, qui se fend à maturité pour libérer les graines.
La plante a besoin de plusieurs années (en général 5 +) ans pour atteindre la maturité et de fleurir avant de mourir. La plupart des sous-espèces produisent des ramifications à la base, de sorte que, bien que la plante mère meure, un groupe de clones se forme autour de sa base qui continue à croître et se reproduire.

## Galerie

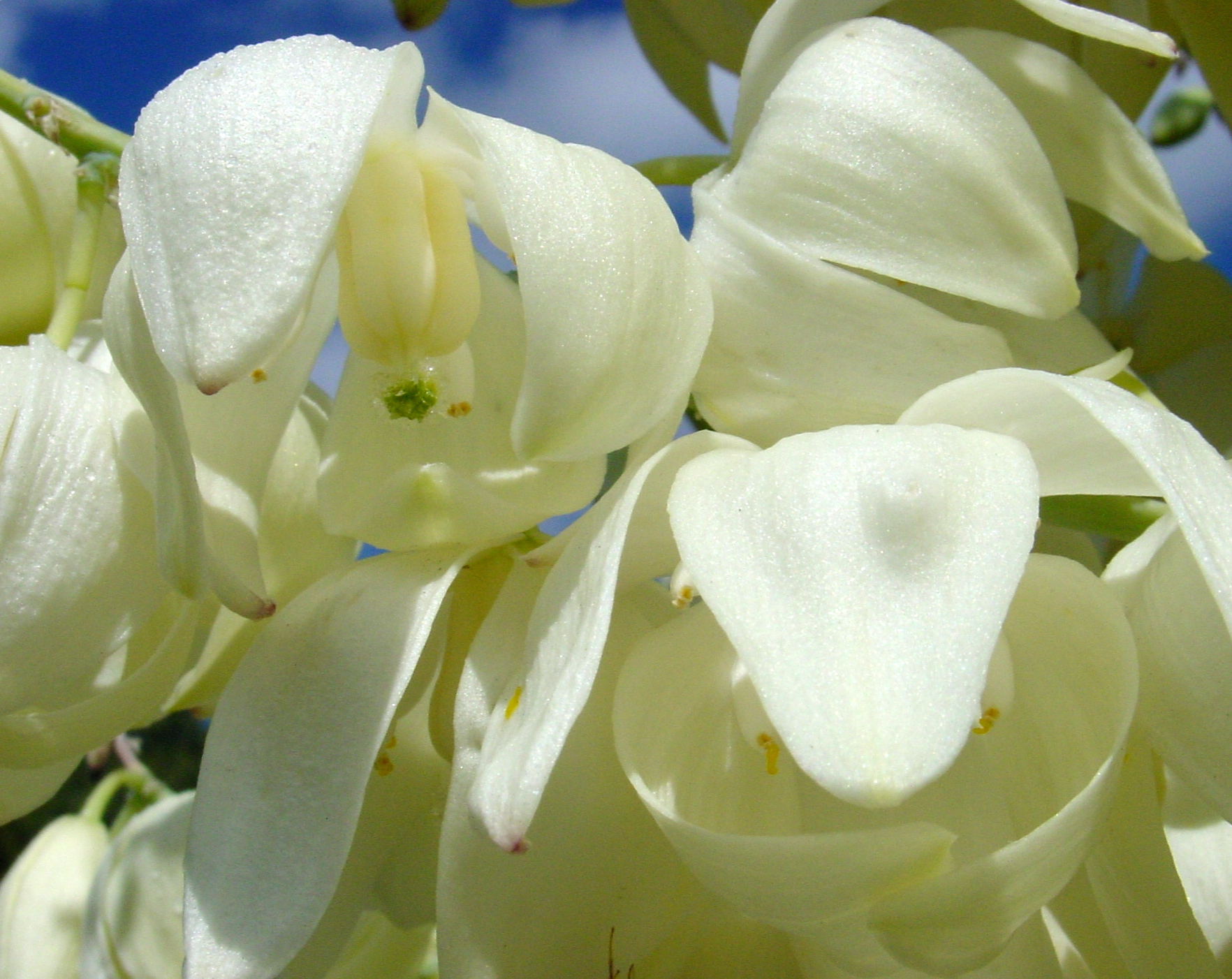
Fleurs
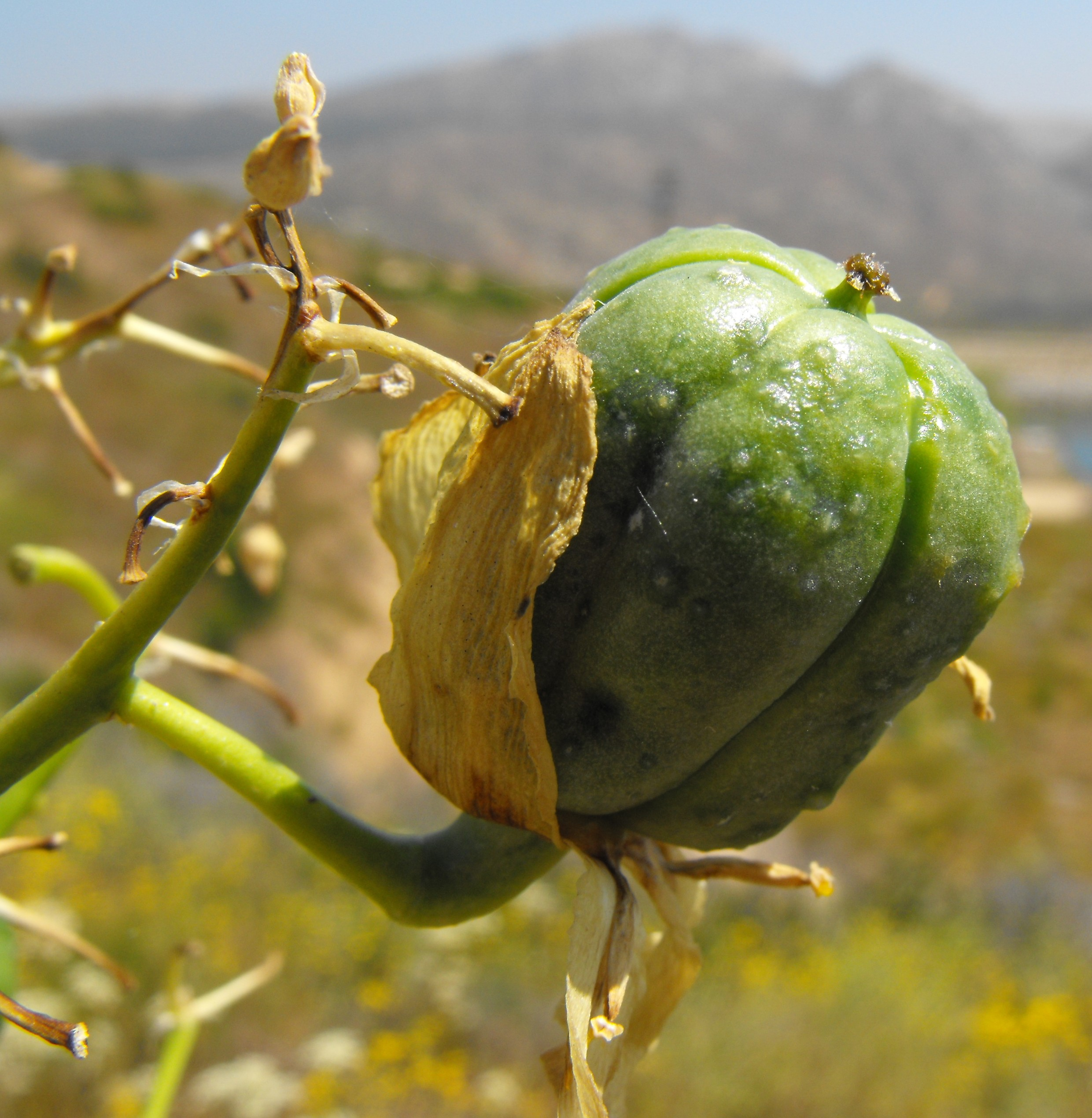
Fruit

## Liste d'espèces
Selon World Checklist of Selected Plant Families (WCSP) (4 mai 2011) :
- Hesperoyucca whipplei (Torr.) Trel. (1893)